# Lipnica (województwo lubelskie)
Lipnica – wieś w Polsce położona w województwie lubelskim, w powiecie bialskim, w gminie Rokitno.
Wieś królewska ekonomii brzeskiej położona była w końcu XVIII wieku w powiecie brzeskolitewskim województwa brzeskolitewskiego. W latach 1975–1998 miejscowość administracyjnie należała do województwa bialskopodlaskiego.
Wieś jest sołectwem w gminie Rokitno. Według Narodowego Spisu Powszechnego z roku 2011 wieś liczyła 419 mieszkańców.
Wierni Kościoła rzymskokatolickiego należą do parafii Trójcy Świętej w Rokitnie.

## Części wsi
| SIMC    | Nazwa      | Rodzaj    |
| ------- | ---------- | --------- |
| 0018313 | Nowinki    | część wsi |
| 0018320 | Stara Wieś | część wsi |
| 0018336 | Szarowicze | osada     |
| 0018342 | Zagórze    | część wsi |

## Historia
W wieku XIX Lipnica wieś w powiecie konstantynowskim, gminie i parafii Rokitno. W roku 1883 wieś wchodziła w skład dóbr Derło mając rozległość mórg 2054, domów 57, mieszkańców 417. W 1827 r. podlegała parafii Piszczac, była wsią rządową posiadała 55 domów i 326 mieszkańców.